# Sistema de transport intel·ligent

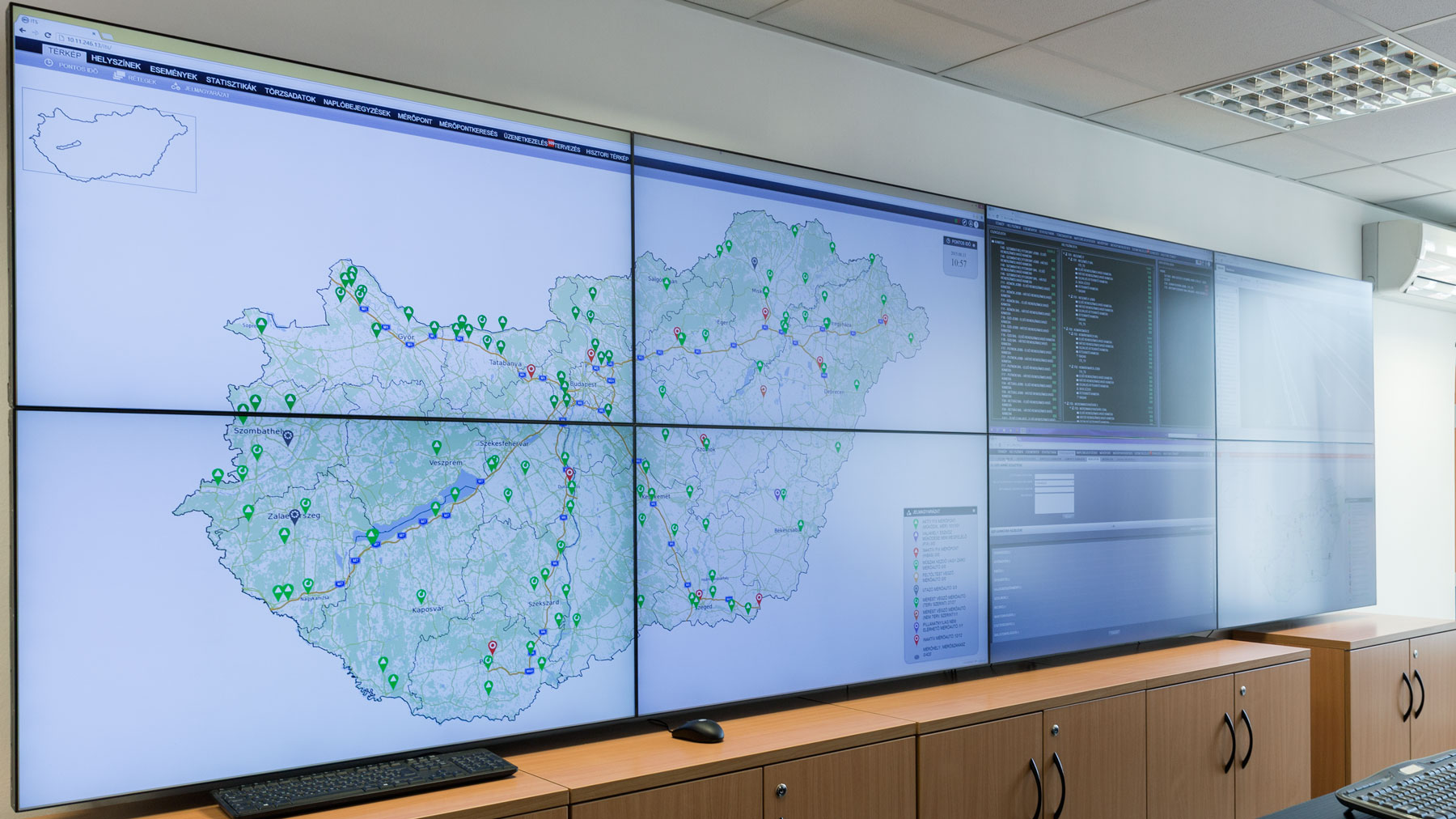
ITS interfície d'usuari gràfica que mostra la xarxa d'autopistes hongareses i els seus punts de dades.

Un sistema de transport intel·ligent (ITS) és una aplicació avançada que pretén oferir serveis innovadors relacionats amb diferents modes de transport i gestió del trànsit i permetre als usuaris estar millor informats i fer un ús més segur, coordinat i "intel·ligent" de les xarxes de transport.
Algunes d'aquestes tecnologies inclouen trucar als serveis d'emergència quan es produeix un accident, utilitzar càmeres per fer complir les lleis de trànsit o senyals que marquen els canvis de límit de velocitat en funció de les condicions.
Tot i que els ITS poden referir-se a tots els modes de transport, la directiva de la Unió Europea 2010/40/UE, feta el 7 de juliol de 2010, va definir ITS com els sistemes en els quals s'apliquen les tecnologies de la informació i la comunicació en l'àmbit del transport per carretera, incloses les infraestructures., vehicles i usuaris, i en gestió del trànsit i gestió de la mobilitat, així com per a interfícies amb altres modes de transport. Els ITS es poden utilitzar per millorar l'eficiència i la seguretat del transport en diverses situacions, com ara transport per carretera, gestió del trànsit, mobilitat, etc. La tecnologia ITS s'està adoptant a tot el món per augmentar la capacitat de les carreteres transitades i reduir els temps de viatge.
Els sistemes de transport intel·ligents varien en les tecnologies aplicades, des de sistemes bàsics de gestió com la navegació amb cotxes ; sistemes de control de senyals de trànsit; sistemes de gestió de contenidors; signes de missatge variable; Reconeixement automàtic de matrícules o càmeres de velocitat per supervisar aplicacions, com ara sistemes de CCTV de seguretat i sistemes automàtics de detecció d'incidents o vehicles aturats; a aplicacions més avançades que integren dades en directe i retroalimentació d'altres fonts, com ara sistemes d'informació i orientació d'aparcaments i informació meteorològica.